# Pain Hustlers
Pain Hustlers es una película estadounidense de drama conspirativa dirigida por David Yates a partir de un guion de Wells Tower, basada en un artículo de la revista The New York Times de 2018, "The Pain Hustlers", de Evan Hughes y su novela posterior The Hard Sell lanzada en 2023. Es protagonizada por Emily Blunt, Chris Evans, Andy García, Catherine O'Hara, Jay Duplass, Brian d'Arcy James y Chloe Coleman.
La trama está inspirada en un escándalo real ocurrido en el año 2013, que involucró a la compañía Insys Therapeutics, proporcionando una crítica alentadora sobre la crisis de los opioides y los entresijos de la industria farmacéutica.
Pain Hustlers tuvo su estreno mundial en el Festival Internacional de Cine de Toronto el 11 de septiembre de 2023, y fue lanzada en cines selectos de los Estados Unidos el 20 de octubre de 2023, antes de su debut en streaming por Netflix el 27 de octubre de 2023.

## Sinopsis
Liza Drake es una madre soltera en apuros que trabaja como bailarina exótica en Florida mientras cría a su hija adolescente Phoebe y lidia con el padre de Phoebe, quien vive en Savannah. Tras conocer a Pete Brenner en su club y tener una conversación amistosa y casual, él le ofrece un trabajo con un salario de $100,000 al año. Más tarde, Liza es llamada a la escuela de su hija cuando ella y sus amigas son suspendidas por iniciar un incendio cerca del campus. Liza lleva a Phoebe y a su sobrina a casa, donde están viviendo en el garaje de su hermana. Después de una discusión sobre dinero, su hermana las echa y Liza y Phoebe se mudan a un motel.
Después de que su coche es remolcado del motel, Liza busca a Pete en su oficina para aceptar su oferta de trabajo. Sin que ella lo sepa, la empresa farmacéutica para la que trabaja Pete, Zanna, está en aprietos y están intentando desesperadamente vender la empresa antes de declararse en bancarrota. Pete revisa el currículum de Liza y falsifica uno más impresionante, afirmando que ella tiene una licenciatura en bioquímica. Luego la lleva a conocer al fundador de la empresa, el Doctor Jack Neel, quien la contrata inmediatamente a pesar de que la empresa aparentemente ha congelado las contrataciones. Pete le da a Liza un período de prueba de cinco días para convencer a un médico importante de que recete su medicamento estrella, Lonafen.
Liza pasa por toda la lista de posibles clientes en menos de cinco días y no consigue que le receten el medicamento. Mientras tanto, Phoebe sufre una convulsión y descubren que tiene CAVM. Pensando que la oportunidad de trabajo ha terminado, vuelve a la oficina del Dr. Lydell, su primer intento de venta, para recoger un recipiente de Tupperware que dejó con él y escucha a un paciente con cáncer y su esposa discutiendo los malos efectos secundarios que está experimentando con un medicamento más comúnmente recetado. Tras presentar un argumento convincente y transparente de que Lonafen sería una mejor opción para su paciente, Lydell acepta recetarlo. Liza también lo invita a ayudar a lanzar su programa de conferenciantes, donde él puede compartir su testimonio sobre la eficacia del medicamento como médico. El evento inicialmente fracasa y Lydell casi termina su relación con Zanna a pesar de que su paciente elogia el medicamento, pero Liza logra salvar la situación y convertirla en un programa de conferenciantes adecuado. Cuando Pete ofrece incentivos financieros a Lydell para recetar Lonafen, Lydell firma oficialmente.
Unos días después, Pete le muestra a Liza que Lydell ha estado recetando Lonafen tan a menudo como ha podido. Tras su éxito con Lydell, llega una avalancha de nuevos reclutas esperando unirse a Zanna como representantes de ventas. Después de enviar al equipo al campo, Zanna se eleva para tomar el 86% de la cuota de mercado en el noreste.
Larkin intenta exponer a Liza como una fraude por su currículum que Pete falsificó. Esto se vuelve en su contra y enfada a Neel, quien promociona a Liza a Directora Nacional de Ventas y a Pete a COO, quien inmediatamente despide a Larkin. Mientras Zanna continúa obteniendo ganancias, se mudan a una sede más grande y las excentricidades de Neel comienzan a manifestarse más claramente. Durante una reunión ejecutiva, el CEO Eric Paley hace comentarios sospechosos, provocando que Pete lo cachee agresivamente, encontrando que su smartphone está grabando la reunión. Paley afirma que solo la está grabando como póliza de seguro en caso de que la empresa tenga problemas legales. Paley es despedido, pero canjea sus acciones de la compañía y gana millones. Neel se enfurece e impacienta cuando las ventas comienzan a estancarse, y presiona a Liza y al equipo de ventas para promocionar el medicamento fuera de etiqueta, comercializándolo para todo tipo de dolor, no solo para el cáncer. También instruye a Liza para despedir a su madre Jackie, después de dormir con ella después de un programa de conferenciantes, a quien Liza había contratado como representante con el grupo inicial.
Liza se acerca a Lydell con sus nuevas órdenes y se decepciona cuando él acepta fácilmente recetar Lonafen fuera de etiqueta. Mientras tanto, Phoebe sufre otra convulsión durante un ensayo en la escuela, y el médico le dice que la masa arterial en el cerebro de Phoebe ha crecido y necesita una cirugía para extirparla. Liza intenta ofrecer sus opciones de acciones en Zanna como garantía para un préstamo que pagará la cirugía de Phoebe, pero el banco la rechaza debido a la volatilidad en la industria farmacéutica. Después de que Lydell es arrestado en una operación encubierta de la DEA, Liza cree que Zanna ha terminado como empresa, y en desesperación se acerca a Neel para solicitar ayuda financiera para pagar la cirugía. Neel, en cambio, la exhorta a usar la crisis de la situación de Phoebe como "fuego" para inspiración, como lo hizo él cuando su esposa estaba muriendo de cáncer y se le ocurrió Lonafen.
Después de que el esposo de su amiga Camille, Sidney, muere por una sobredosis de Lonafen y Camille rechaza fríamente las condolencias de Liza, Liza decide testificar ante la oficina del Fiscal de los Estados Unidos que está investigando a Zanna. Ella admite que ayudó a construir el programa de conferenciantes de Zanna y trabajó para llevar su programa de sobornos a la conformidad. Cuando le preguntan quién más aprobó esos programas, confirma los nombres que le dieron: Eric Paley, Pete Brenner y Jack Neel. Le dicen que el testimonio no será suficiente y piden mayores pruebas que vinculen a Neel con la actividad criminal, lo cual Liza explica que es casi imposible porque Neel se ha aislado de las operaciones diarias.
En el próximo programa de conferenciantes, Liza intenta robar una impresión del bolsillo de Pete, pero él la atrapa en el estacionamiento antes de que pueda irse y encuentra la impresión en su bolso. Pete es implicado y arrestado, aunque Neel ofrece hacerse cargo de su familia y activos mientras esté en prisión. El FBI también se pone al día con Eric Paley y lo arresta. Mientras todos sus ejecutivos estaban siendo arrestados, Neel permanecía intocable, incluso apareciendo en portadas de revistas. Liza recuerda el anterior affaire de su madre con Neel y le pregunta cómo se correspondía con él. Jackie dice que no dio su teléfono pero le dio su correo electrónico, que usó para hacer su solicitud de un aumento de comisión por la que Neel quería despedirla. Liza descubre que Jackie había guardado los correos electrónicos y sirvieron como el vínculo entre Neel y las actividades ilegales en Zanna.
En las deposiciones del Fiscal de los Estados Unidos, los expertos revelan que Lonafen es solo fentanilo, por lo que los pacientes no terminales a quienes se les recetó el medicamento se volvieron adictos y a menudo murieron por sobredosis. Lydell, Paley, Brenner y Neel recibieron multas y penas de prisión. Después de una disculpa sincera dada en la corte, y la recomendación del Fiscal de los Estados Unidos de que Liza no cumpla una pena de prisión para no desalentar a futuros denunciantes, el juez aún condena a Liza a 16 meses de prisión, afirmando que su avaricia costó vidas.
15 meses después, Liza ha sido liberada antes de tiempo y se ha asociado con su madre y algunos de los representantes de ventas originales de Zanna para formar la compañía de cosméticos que ella y Jackie habían imaginado cuando Liza aún vivía en el garaje de su hermana. Liza considera que casi nunca piensa en su antigua carrera con Zanna, excepto cuando no puede dormir. Soñará con dirigir Zanna como CEO y salvarla de la corrupción que se convirtió en su caída, pero rápidamente abandona esos pensamientos porque le asustan.

## Elenco
- Emily Blunt como Liza Drake
- Chris Evans
- Andy Garcia
- Catherine O'Hara
- Jay Duplass
- Brian d'Arcy James
- Cloe Coleman
- Amit Shah
- Aubrey Dollar como Andy

## Producción
El 18 de agosto de 2021, Sony Pictures anunció el desarrollo de una película sin título dirigida por David Yates y escrita por Wells Tower, basada en el artículo de la revista New York Times de Evan Hughes, "The Pain Hustlers" del 2 de mayo de 2018 y su novela posterior The Hard Sell lanzada en enero de 2022. Es una coproducción entre Gray Matter Productions y Wychwood Pictures. Yates produjo la película junto con Lawrence Gray e Yvonne Walcott Yates. En mayo de 2022, Emily Blunt se unió al elenco y Netflix adquirió la película, que se tituló Pain Hustlers, en un acuerdo por valor de al menos 50 millones de dólares. En julio, Chris Evans se incorporó para protagonizar. En agosto, se agregaron al elenco Andy García, Catherine O'Hara, Jay Duplass, Brian d'Arcy James y Chloe Coleman. La producción comenzó a finales de agosto.

## Recepción
Pain Hustlers recibió en general reseñas mixtas a negativas de parte de la crítica y la audiencia. En el sitio web especializado Rotten Tomatoes, la película posee una aprobación de 24%, basada en 106 reseñas, con una calificación de 4.8/10, y con un consenso crítico que dice: "Pain Hustlers cuenta con algunos grandes actores y una premisa valiosa, pero una ejecución falta de brillo condena esta mirada dramática a la epidemia de opioides." De parte de la audiencia tiene una aprobación de 67%, basada en más de 250 votos, con una calificación de 3.6/5.
El sitio web Metacritic le dio a la película una puntuación de 44 de 100, basada en 34 reseñas, indicando "reseñas mixtas o promedio". En el sitio IMDb los usuarios le asignaron una calificación de 6.5/10, sobre la base de más de 26 000 votos, mientras que en la página web FilmAffinity la cinta tiene una calificación de 5.8/10, basada en 1177 votos.